# Muskuloskeletala systemet
Muskuloskeletala systemet, även kallat muskel-skelettsystemet, rörelseapparaten eller rörelseorganen, är, i människans kropp, det system av stödjevävnader, ben och ligament, som utgör kroppens stomme, lederna som gör rörelserna möjliga, och muskler som utför rörelserna. Till rörelseapparaten räknas även dess försörjande system, blodets cirkulationssystem, och dess styrande system, nervsystemet.
Rörelseapparaten består av ett axialskelett, som bär bålen (truncus) och halsen (collum), och ett appendikularskelett, som bär armarna (övre extremiteterna, membrum superius) och benen (nedre extremiteterna, membrum inferius). Två "bälten" förenar axial- och appendikularskeletten: Skuldergördeln (cingulum membri superioris) och bäckengördeln (cingulum membri inferioris). Båda extremiteterna består av tre delar: Den övre extremiteten består av överarmen (brachium) , underarmen (antebrachium) och handen (manus); och den nedre extremiteten av låret (femur), underbenet (crus) och foten (pes).
Muskuloskeletala systemet består av:
- Bindvävshinna
- Ligament
- Muskler
- Skelett
- Senor

En annan möjlig uppdelning är skelettsystemet och muskelsystemet.